# Anne Farewell
Anne Farewell, född 1961, är disputerad mikrobiolog som är verksam som professor vid institutionen för kemi och molekylärbiologi vid  Göteborgs universitet (GU).

## Biografi
Anne Farewell växte upp i Buffalo i nordöstra USA. Farewell började intressera sig för molekylärbiologi på University of Rochester. 1993 disputerade hon vid University of Michigan. 1993 kom Farewell till Uppsala universitet i Sverige. Därefter har hon arbetat vid Lunds universitet, innan hon sökte sig till Göteborgs universitet där hon idag bedriver sin forskning.
Farewell har grundat den svenska organisationen ”Gothenburg Women Scientists”, GoWoSci, som verkar för kvinnors och mäns jämställda möjligheter inom forskning.

## Forskning
Farewells  forskning handlar om hur bakterier kan skydda sig mot, och anpassa sig till, förändringar i miljön. Specifikt har hon undersökt mekanismerna för bakteriers genreglering. 
På senare år har Farewell och hennes forskningsgrupp kommit att fokusera alltmer på problemet med den ökande antibiotikaresistensen bland bakterier. De undersöker vilka gener som styr konjugation mellan bakterier, i syftet att sedan generna identifierats förhindra överföring av gener för antibiotikaresistansen mellan bakterier. Farewell deltar i flera forskningssamarbeten och är en del av Göteborgs universitets Centrum för antibiotikaresistensforskning, CARe.

## Undervisning
Farewell har fått pedagogiska priser vid Göteborgs universitet 2005 och 2014. 2015 blev hon utnämnd till excellent lärare.